# Lista de primeiros-ministros da Moldávia
O primeiro-ministro da Moldávia (romeno: Prim-ministrul Republicii Moldávia) é o chefe de governo da Moldávia. O primeiro-ministro é formalmente nomeado pelo presidente da Moldávia e exerce o poder executivo junto com o gabinete, sujeito a apoio parlamentar. O atual primeiro-ministro é Dorin Recean, no cargo desde fevereiro de 2023.

## Lista de primeiros-ministros da Moldávia

### República Democrática da Moldávia(1917-1918)
- Pantelimon Erhan (21 de dezembro de 1917 - 6 de fevereiro de 1918)
- Daniel Ciugureanu (6 de fevereiro de 1918 - 9 de abril de 1918)
- Petru Cazacu (9 de abril de 1918 - 12 dezembro de 1918)

### República Socialista Soviética da Moldávia(1940-1991)

#### Presidentes do Conselho de Comissários do Povo
- Tihon Konstantinov (2 de agosto de 1940 - 17 de abril de 1945) (exilado na RSFS Russa de junho de 1941 a agosto de 1944)
- Nicolae Coval (17 de abril de 1945 - 4 de janeiro de 1946)
- Gherasim Rudi (5 de janeiro - 4 de abril de 1946)

#### Presidentes do Conselho de ministros
- Gherasim Rudi (4 de abril de 1946 - 23 de janeiro de 1958)
- Alexandru Diordiţă (23 de janeiro de 1958 - 15 de abril de 1970)
- Petru Pascari (24 de abril de 1970 - 1 de agosto de 1976) (1º mandato)
- Semion Grossu (1 de agosto de 1976 - 30 de dezembro de 1980)
- Ion Ustian (30 de dezembro de 1980 - 24 de dezembro de 1985)
- Ivan Călin (24 de dezembro de 1985 - 10 de janeiro de 1990)[1][2]
- Petru Pascari (10 de janeiro - 26 de maio de 1990) (2º mandato)
- Mircea Druc (26 de maio de 1990 - 22 de maio de 1991)

### República da Moldávia(1991-presente)
| N.º | Primeiro(a)-ministro(a) | Primeiro(a)-ministro(a) | Mandato                 | Mandato                 | Partido político                     | Eleito    |
| --- | ----------------------- | ----------------------- | ----------------------- | ----------------------- | ------------------------------------ | --------- |
| 1   |                         | Valeriu Muravschi       | 28 de maio de 1991      | 1 de julho de 1992      | Frente Popular                       | —         |
| 2   |                         | Andrei Sangheli         | 1 de julho de 1992      | 24 de janeiro de 1997   | Partido Agrário Democrático          | —         |
| 2   | 1994                    | Andrei Sangheli         | 1 de julho de 1992      | 24 de janeiro de 1997   | Partido Agrário Democrático          |           |
| 3   |                         | Ion Ciubuc              | 24 de janeiro de 1997   | 1 de fevereiro de 1999  | Aliança para a Democracia e Reformas | —         |
| 3   | 1998                    | Ion Ciubuc              | 24 de janeiro de 1997   | 1 de fevereiro de 1999  | Aliança para a Democracia e Reformas |           |
| —   |                         | Serafim Urechean        | 5 de fevereiro de 1999  | 19 de fevereiro de 1999 | Independente                         | —         |
| 4   |                         | Ion Sturza              | 19 de fevereiro de 1999 | 12 de março de 1999     | Aliança para a Democracia e Reformas | —         |
| 4   | 12 de março de 1999     | Ion Sturza              | 21 de dezembro de 1999  |                         | Aliança para a Democracia e Reformas | —         |
| 5   |                         | Dumitru Braghiş         | 21 de dezembro de 1999  | 19 de abril de 2001     | Independente                         | —         |
| 6   |                         | Vasile Tarlev           | 19 de abril de 2001     | 31 de março de 2008     | Partido dos Comunistas               | 2001      |
| 6   | 2005                    | Vasile Tarlev           | 19 de abril de 2001     | 31 de março de 2008     | Partido dos Comunistas               |           |
| 7   |                         | Zinaida Greceanîi       | 31 de março de 2008     | 14 de setembro de 2009  | Partido dos Comunistas               | —         |
| 7   | Abr. 2009               | Zinaida Greceanîi       | 31 de março de 2008     | 14 de setembro de 2009  | Partido dos Comunistas               |           |
| —   |                         | Vitalie Pîrlog          | 14 de setembro de 2009  | 25 de setembro de 2009  | Partido dos Comunistas               | —         |
| 8   |                         | Vladimir Filat          | 25 de setembro de 2009  | 25 de abril de 2013     | Partido Liberal Democrata            | Jul. 2009 |
| 8   | 2010                    | Vladimir Filat          | 25 de setembro de 2009  | 25 de abril de 2013     | Partido Liberal Democrata            |           |
| 9   |                         | Iurie Leancă            | 25 de abril de 2013     | 30 de maio de 2013      | Partido Liberal Democrata            | —         |
| 9   | 30 de maio de 2013      | Iurie Leancă            | 18 de fevereiro de 2015 | —                       | Partido Liberal Democrata            |           |
| 10  |                         | Chiril Gaburici         | 18 de fevereiro de 2015 | 22 de junho de 2015     | Independente                         | 2014      |
| —   |                         | Natalia Gherman         | 22 de junho de 2015     | 30 de julho de 2015     | Partido Liberal Democrata            | —         |
| 11  |                         | Valeriu Streleţ         | 30 de julho de 2015     | 30 de outubro de 2015   | Partido Liberal Democrata            | —         |
| —   |                         | Gheorghe Brega          | 30 de outubro de 2015   | 20 de janeiro de 2016   | Partido Liberal                      | —         |
| 12  |                         | Pavel Filip             | 20 de janeiro de 2016   | 8 de junho de 2019      | Partido Democrático                  | —         |
| 13  |                         | Maia Sandu              | 8 de junho de 2019      | 14 de novembro de 2019  | Partido da Ação e Solidariedade      | 2019      |
| 14  |                         | Ion Chicu               | 14 de novembro de 2019  | 31 de dezembro de 2020  | Independente                         | —         |
| —   |                         | Aureliu Ciocoi          | 31 de dezembro de 2020  | 6 de agosto de 2021     | Independente                         | —         |
| 15  |                         | Natalia Gavriliţa       | 6 de agosto de 2021     | fevereiro de 2023       | Partido da Ação e Solidariedade      | 2021      |
| 16  |                         | Dorin Recean            | fevereiro de 2023       | presente                | Partido da Ação e Solidariedade      | 2023      |